# Castelo de Foncastín

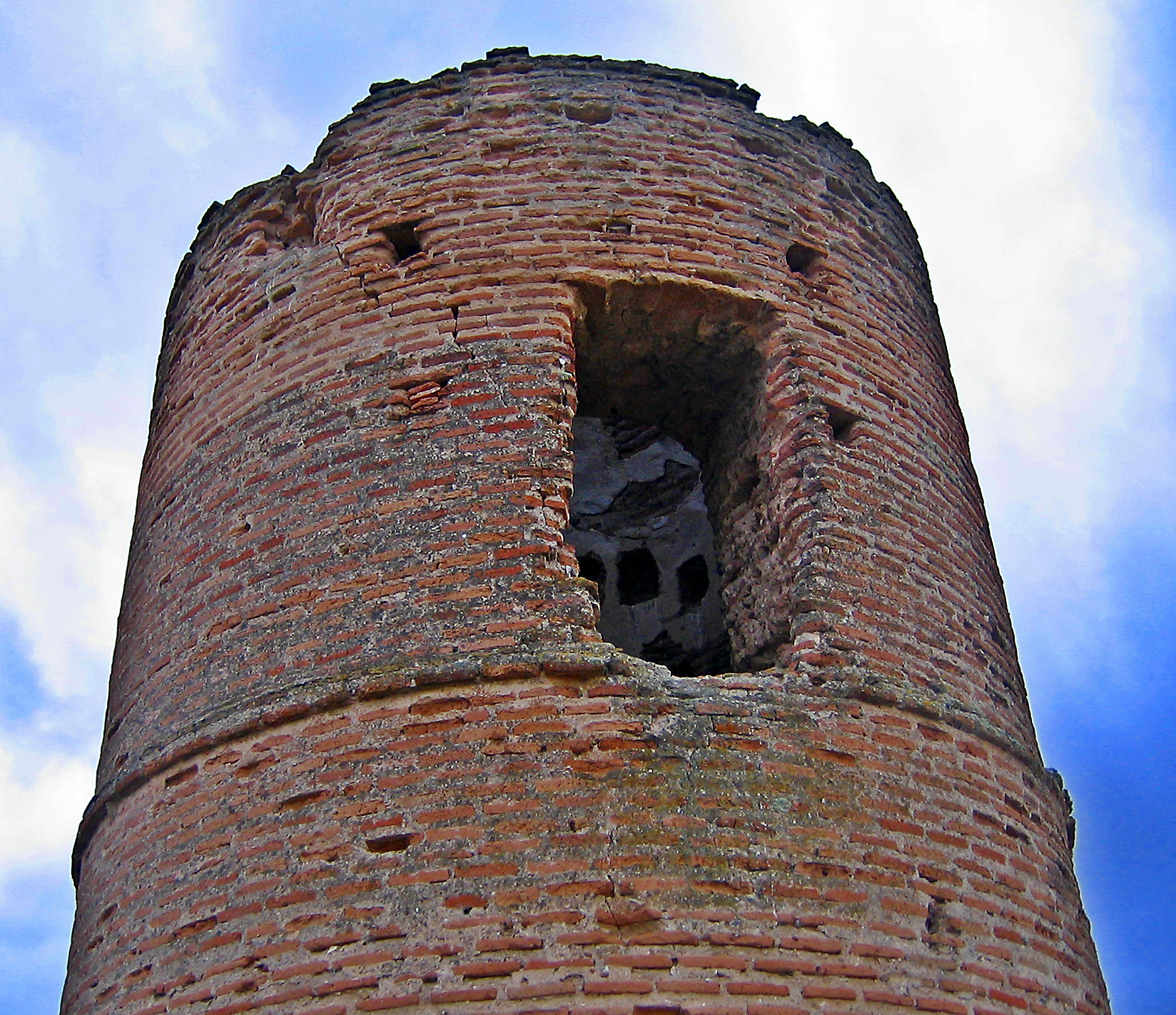
Castelo de Foncastín, Espanha.

O Castelo de Focastín localiza-se no município de Rueda, província de Valladolid, na comunidade autónoma de Castela e Leão, na Espanha.

## História
O castelo data do século XV.
Actualmente quase que totalmente desaparecido, subsistem apenas alguns de seus vestígios. Encontra-se próximo à Torre de Rueda, e o seu acesso é livre.